# Живолуп Руслан Анатолійович
Руслан Анатолійович Живолуп (? — пом. 19 березня 2022, Маріуполь, Україна) — сержант полку «Азов» Національної гвардії України, учасник російсько-української війни, що героїчно загинув під час російського вторгнення в Україну в 2022 році.

## Життєпис
З початком широкомасштабного російського вторгнення військ на територію України сержант танкової роти ОЗСП НГУ «Азов» Руслан Живолуп разом зі своїми співслужбовцями боронив Маріуполь. Разом з однополчанами тримав оборону вздовж вулиці Набережної по якій, головним чином, наступали рашистські війська.
В період з 25 лютого по 12 березня 2022 року, танкісти роти, у складі якої навідником танку служив Руслан, відбили вісім спроб прориву оборони. В неймовірно важких умовах азовцям вдалося вистояли під час ворожих обстрілів зі ствольної артилерії та реактивних систем залпового вогню «Град».
19 березня 2022 року Руслан Живолуп разом з командиром танкової роти старшим лейтенантом Михайлом Чупріним прийняли свій останній бій у танку, який був уже підбитий і не міг рухатись. Проте вони використали бойову машину як нерухому вогневу точку. Зрештою рашистам вдалося влучити у «азовський» Т-64 та знищити двох безстрашних воїнів.

## Нагороди
- орден «За мужність» III ступеня (2022, посмертно) — за особисту мужність і самовіддані дії, виявлені у захисті державного суверенітету та територіальної цілісності України, вірність військовій присязі, зразкове виконання службового обов'язку.